# Chondrocladia multichela
Chondrocladia multichela är en svampdjursart som beskrevs av Claude Lévi 1964. Chondrocladia multichela ingår i släktet Chondrocladia och familjen Cladorhizidae.
Artens utbredningsområde är havet utanför Kenya. Inga underarter finns listade i Catalogue of Life.